# エジプトハゲワシ

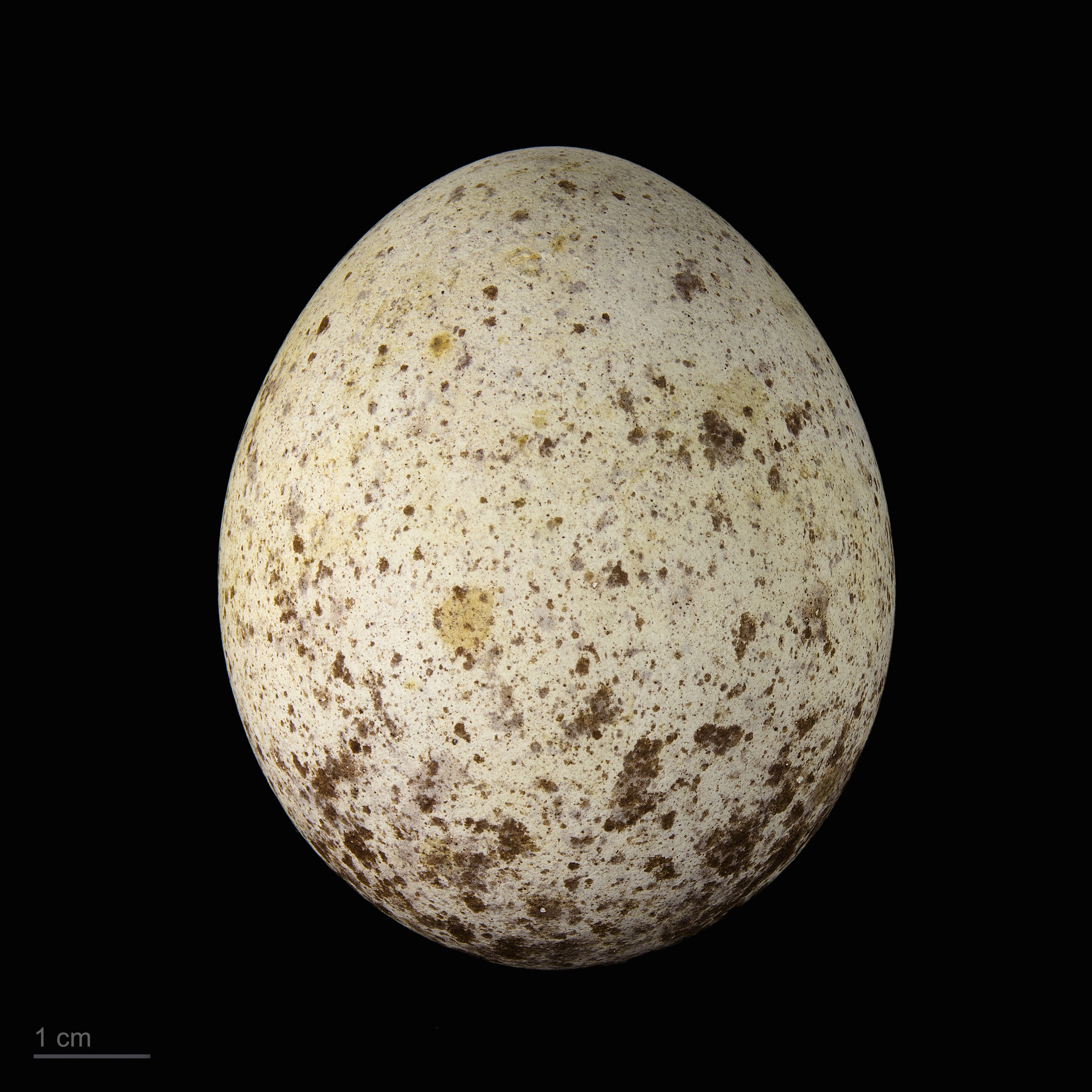
Neophron percnopterus

エジプトハゲワシ（埃及禿鷲、Neophron percnopterus）は、タカ目タカ科エジプトハゲワシ属に分類される鳥類。本種のみでエジプトハゲワシ属を形成する。

## 分布
アゼルバイジャン、アフガニスタン、アラブ首長国連邦、アルジェリア、アルバニア、アルメニア、アンゴラ、イエメン、イスラエル、イタリア、イラク、イラン、インド、ウガンダ、ウクライナ、ウズベキスタン、エジプト、エチオピア、エリトリア、オマーン、カザフスタン、カーボベルデ、カメルーン、ガーナ、ガンビア、ギニア、ギリシャ、キルギス、クウェート、クロアチア、ケニア、サウジアラビア、ジブチ、ジョージア、シリア、ジンバブエ、スーダン、スペイン、スロベニア、セネガル、セルビア、ソマリア、タジキスタン、タンザニア、チャド、中華人民共和国、チュニジア、トルクメニスタン、トルコ、ナイジェリア、ナミビア、ニジェール、ネパール、フランス、ブルガリア、ブルキナファソ、ベナン、ボスニア・ヘルツェゴビナ、ポルトガル、マケドニア共和国、マリ共和国、マルタ、南アフリカ共和国、モーリタニア、モルドバ、モロッコ（西サハラ含む）、モンテネグロ、ヨルダン、リビア、ルーマニア、レバノン、ロシア

## 形態
全長65cm。全身が白い体羽で覆われる。
眼や嘴の周囲、喉には羽毛がなく黄色い皮膚が露出している。後頭部から頚部にかけて、冠羽や襟巻き状の羽毛が発達する。
幼体の羽毛は褐色だが、成長に伴い白くなる。

## 生態
サバンナや砂漠、農耕地、民家近くにも生息する。
食性は動物食で、動物の死骸等を食べる。本種は小型種のためか他の動物が食べ終わった後に残った肉片をついばむことが多い。
本種は石を使いダチョウの卵を割る、という道具を使う鳥類として知られている。石は咥えて卵に叩きつけるか、上空から石を卵へ目掛けて落とす。上手く割れない場合は石を変える。小さい卵は掴んだ後に上空から落としたり、石に叩きつけて割る。
繁殖形態は卵生。断崖の岩棚等に巣を作る。

## 人間との関係
古代エジプトでは神や神の使者として崇められ（ネクベト、ムト等）、神殿で飼育された。